# Pstree

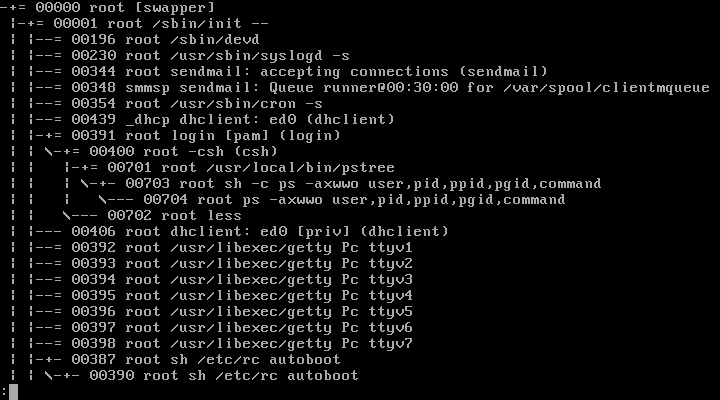
Egy pstree kimenet a FreeBSD-ben

A pstree egy Unix parancs, mely a folyamatokat fa struktúrában listázza ki, ahogy a mellékelt képen is látható. A ps parancshoz képest ez jobban szemlélteti a folyamatokat. Látható minden egyes folyamatnak az azonosítója és annak a felhasználónak a neve, aki elindította a folyamatot.